# Helderbeek
De Helderbeek is een kleine beek tussen Koersel en Heusden in de Belgische provincie Limburg.
De beek ontspringt bij Grouwensteen op het Kempens Plateau en stroomt in zuidwestelijke richting ten zuiden van de Koerselse Heide. Hier bevindt zich het Vlaams natuurreservaat Helderbeek-Terril, dat ook de Mijnterril Heusden-Zolder omvat en ongeveer 165 ha groot is. De Helderbeek vormt hier de gemeentegrens tussen Koersel en Heusden-Zolder. Ten westen van het gehucht Voort bevindt zich nog het natuurgebied Helderbeek-Voort. Hier is een moerassig gebied, ontstaan door bodemdalingen ten gevolge van ingestorte mijngangen. Even verderop, ten oosten van de plaats Beringen, mondt de Helderbeek uit in de Zwarte Beek.